# Panayótis Nikoloúdis
Panayótis Nikoloúdis (grec moderne : Παναγιώτης Νικολούδης ; né en 1949 dans le Magne) est un homme politique grec.

## Biographie
En janvier 2015, le nouveau Premier ministre Aléxis Tsípras créé un sous-ministère spécial pour la lutte contre la corruption et y nomme à sa tête Panayótis Nikoloúdis, ancien vice-procureur général de la Cour suprême spéciale et jusque récemment à la tête de l’Autorité contre la corruption.